# Philip Aaberg
Philip Aaberg (Havre (Montana), 8 april 1949) is een Amerikaanse pianist en componist.

## Biografie
De moeder van Philip Aaberg is Helen Ann Aaberg. Hij groeide op in Chester (Montana), waar zijn moeder werkte op het postkantoor. Philip speelde daar al op jonge leeftijd piano. Hij kreeg zijn eerste pianolessen op 4-jarige leeftijd en had zijn eerste optreden als pianist op 7-jarige leeftijd. Op 14-jarige leeftijd speelde hij drums en orgel in een rock-'n-roll-band, die hij en zijn broer op de middelbare school formeerden. Hij speelde bariton en tuba in de Chester High School Band. Op zijn vijftiende woonde hij het Whitworth College bij in Spokane, Washington met Margaret Saunders Ott, afgestudeerd aan de Juilliard School of Music en directrice van de piano-afdeling van de universiteit. Voor Aaberg betekende dit gewoon twee keer per maand een treinrit van twaalf uur. Daarvoor had hij les bij Ruth Lucke in Havre. Op 16-jarige leeftijd gaf hij zijn eerste concerten als pianosolist met een groot orkest. Hij speelde met orkesten in Spokane, Bozeman en Billings (Montana). In 1967 ontving hij de Young Artist Award van de Billings Symphony Society. Hij studeerde in 1967 af van de middelbare school.
Zijn muzikale vaardigheden leverden hem in 1967 een Leonard Bernstein Scholarship op aan de Harvard University, waar hij afstudeerde met een Bachelor of Arts. In 1971 nam hij deel aan het Marlboro Music Festival, waar Rudolf Serkin de muzikale leiding had. Hij woonde toen in Des Moines, waar hij piano studeerde bij Kenneth Drake aan de Drake University. Hij ging toen naar Californië en speelde rock- en popmuziek. Hij was toetsenist van The Elvin Bishop Band en toerde met Peter Gabriel. Met Kenny Rogers, Vince Gill en The Doobie Brothers maakte hij opnamen en speelde met John Hiatt, Vinnie Colaiuta en andere bekende artiesten. In 1985 had hij als toetsenist aan meer dan 40 albums meegewerkt. In 1985 begon hij serieus zijn eigen muziek te componeren en tekende hij een contract bij Windham Hill Records. Zijn opnamecarrière begon in 1985 met het album High Plains, uitgebracht bij Windham Hill Records, met solo- en ensemble-opnamen. Het album kreeg zeer goede recensies en kreeg internationale erkenning. Aaberg speelde met het Boston Pops Orchestra, nam deel aan het Marlboro Chamber Music Festival, speelde premières van hedendaags werk met het Paul Dresher Ensemble en nam meer dan 200 albums op voor de All-American Jazz-serie voor PBS. Dit leverde hem in 2008 een Emmy Award-nominatie op. In 2008 ontving hij ook een Emmy-nominatie voor de soundtrack van de door Montana PBS geproduceerde film Class C: The Only Game in Town.
Aaberg produceert zijn platen onder zijn eigen label Sweetgrass Music, dat hij oprichtte met zijn vrouw Patty, sinds 2000. Zijn soloalbum Live from Montana werd in 2001 genomineerd voor een Grammy Award in de categorie «Best New Age Album». Aaberg beheerst een breed scala aan muziekstijlen, zoals rock, new age, boogiewoogie, blues en jazz tot en met klassieke muziek en heeft platen opgenomen die geprezen zijn door muziekrecensenten, waarvan sommige bekroond zijn, op alle gebieden. Ondertussen ligt zijn focus op kamermuziekjazz. Sinds 2002 woonde hij weer in Chester met zijn vrouw en zoon Jake. Hier runden ze The Great Northern Bed & Breakfast. Aaberg ontving de Governor's Award for the Arts en een Montana Arts Council Innovator Award. Op 14 december 2012 kende de Montana State University–Bozeman hem een eredoctoraat toe. Na 14 jaar in Chester, verhuisde Aaberg in 2017 met zijn gezin naar Helena (Montana).

## Discografie

### Soloalbums
- 1985: High Plains – piano solo. Het is het eerste soloalbum van Philip Aaberg en werd in oktober 1985 uitgebracht bij het label Windham Hill Records. Het is een live opname. De stukken zijn allemaal gecomponeerd door Aaberg en geïnspireerd door de aard van zijn vaderland, Montana.
- 1988: Out Of The Frame – piano solo en ensemble. Het album werd in maart 1988 uitgebracht bij Windham Hill Records. Aaberg speelde zeven van de nummers als solist op de piano. Voor de andere nummers werd hij ondersteund door verschillende instrumentalisten. Medewerkenden waren Darol Anger, Kenneth Nash, Brian MacLeod (1952–1992), Michael Hedges, Mike Marshall, David Abel en de zangeres Barbara Higbie.
- 1989: Upright – piano solo en rock ensemble
- 1991: Meridian – piano solo
- 1992: Cinema – piano solo
- 2000: Christmas – piano solo
- 2000: Field Notes – piano solo
- 2002: Live from Montana – piano solo
- 2005: Blue West – piano solo
- 2013: High Plains Christmas – piano solo
- 2017: Versatile – piano solo

### Met andere artiesten
- 1986: The Shape Of The Land – met de gitaristen Michael Hedges en William Ackerman. Soundtrack voor de Japanse film Uemura Naomi monogatari
- 1987: Morning Walk – als lid van de band Metamora
- 1990: Meridian – in samenwerking met Bernie Krause
- 1995: A Wild Christmas – in samenwerking met Bernie Krause
- 1998: A Christmas Heritage – als lid van de band New Grange
- 1999: New Grange – als lid van de band New Grange
- 2001: Tasting The Wine Country – als lid van het Mike Marshall Quintet
- 2001: The Romantic Music of Eric Funk – Latvian National Symphony Orchestra, Terje Mikkelsen (leiding), Philip Aaberg (piano)
- 2005: Beyond Spirit Tailings – in samenwerking met Ellen Baumler
- 2008: CrossTime – in samenwerking met Darol Anger
- 2009: Three Part Inventions – Improvisaties op Bach – in samenwerking met Eugene Friesen en Tracy Silverman
- 2013: Montana Wild Cats –  Jack Walrath, Philip Aaberg en Kelly Roberti

- Bibliothèque nationale de France: cb13950771m (data)
- Gemeinsame Normdatei: 134310020
- International Standard Name Identifier: 0000 0000 5517 4586
- Library of Congress Control Number: n92034646
- MusicBrainz: 086321ef-15b3-434a-a57b-9f0de3023161
- Nederlandse Thesaurus van Auteursnamen: 072304030
- Virtual International Authority File: 39567807
- WorldCat: E39PBJxRH6B8FtCC48Typ39kXd